# Spilosoma urticae
Spilosoma urticae é uma espécie de insetos lepidópteros, mais especificamente de traças, pertencente à família Erebidae.
A autoridade científica da espécie é Esper, tendo sido descrita no ano de 1789.
Trata-se de uma espécie presente no território português.